# Aidablennius sphynx
La dormilaga de roca es la especie Aidablennius sphynx, la única del género Aidablennius, peces marinos de la familia de los blénidos.
Su nombre científico procede del griego: aida (de Hades, dios del infierno) + blennios (mucosidad).

## Hábitat natural
Esta especie está ampliamente distribuida por aguas subtropicales de todo el mar Mediterráneo y se extiende por fuera de éste, por la costa atlántica de Marruecos y el mar Negro. De hábitat demersal, como puede vivir en estructuras artificiales existen una gran cantidad de hábitats a su disposición en esta zona con muchas instalaciones turísticas; prefiere las zonas rocosas con escondites a la sombra y en terrazas de algas.
Esta especie está amenazada por la contaminación, sin embargo no se observa disminuir demasiado sus poblaciones, por lo que es calificada como especie común y de "preocupación menor".

## Descripción
Con la forma característica de los blénidos y coloración verdosa críptica, la longitud máxima descrita es de 8 cm.

## Comportamiento
Son omnívoros, alimentándose de invertebrados bentónicos y de algas.
Su reproducción es ovípara, los huevos son demersales y adhesivos, estando unidos al sustrato a través de una almohadilla adhesiva filamentosa.
Los machos guardan los huevos en madrigueras. Cuando eclosionan las larvas son planctónicas, a menudo se encuentra en aguas costeras poco profundas.